# صمويل مارينوس زويمر
صمويل مارينوس زويمر Samuel Marinus Zwemer (أبريل 12, 1867-أبريل 2, 1952)، ويلقب بالرسول إلى الإسلام، وهو مبشر أمريكي رحالة وباحث.
وقد ولد في بلدة زيلاند تشارتر (ميشيغان). في 1887 حصل على A.B. من كلية هوب، هولاند (ميشيغان)، وفي 1890، حصل على شهادة الماجستير من المدرسة اللاهوتية نيوبرونزويك، نيو برونزويك (نيو جيرسي). درجاته الأخرى تشمل درجة الدكتوراه من كلية هوب في 1904، ودرجة الحقوق من كلية مسكنكم في 1918، ودرجة الدكتوراه من جامعة روتجرز في 1919.
وبعد أن عين في الكنيسة البروتستانتية في بيلا (آيوا) Classis في عام 1890، وكان قد بدأ بالتبشير في البصرة والبحرين، وفي مواقع أخرى في الجزيرة العربية من عام 1891 حتي 1905. وكان عضوا في البعثة السعودية (1890-1913). خدم زويمر في مصر في الفترة 1913-1929 وسافر أيضاً على نطاق واسع إلى آسيا الصغرى، وانتخب زميلا في الجمعية الجغرافية الملكية في لندن إنجلترا.

## السلك الوظيفى
في كتابه حول سيرة رامون لول، قسّم زويمر نشاط ليول التبشيري إلى ثلاثة فروع ويمكن أن نستخدم نفس الفئات الواسعة لدراسة إرسالية زويمر نفسها: التبشير، الكتابة والتوظيف.

### التبشير
زويمر لمس أول منعطف له في عمله حين رحل إلى الجزيرة العربية، عام 1890 للعمل مباشرة في المجتمع الإسلامي. في ذلك الوقت، كانت طريقته الرئيسية للتبشير هي توزيع الكتب والحوارات الشخصية.
فقد جمع نماذج من المواجهة واتبع نهج أكثر الحانقين من تقديم محبة المسيح أولا، وتلك 'سمة الطلاب المتطوعين ". وتشير روايات من التفاعل العفوي مع الناس له أنه كان يمتلك من الكرازة الشخصية الكثير وكان قادرا وخلاقا.

## معهد زويمر
أنشئ هذا المعهد وسمي باسم زويمر تخليدا لأعماله في سبيل التبشير وكان الهدف الأول والأساسي من إنشاء المعهد هو تنصير المسلمين.
ولقد أعترف بفشله الذريع حيث قال في أخطر مؤتمراته عن فشل مغامرة التنصير خلال ربع قرن، وتراجع عن دعوته فقال: إنّه لا يدعو لإدخال المسلم في المسيحية، وإنّما يدعو إلى إخراجه من الإسلام ويقول:
| صمويل مارينوس زويمر | " لقد صرفنا من الوقت شيئاً كثيراً وأنفقنا من الذهب قناطير مقنطرة، وألّفنا ما استطعنا أن نؤلّف وخطبنا، ومع ذلك كله فإننا لم ننقل من الإسلام إلاّ عاشقاً بنى دينه الجديد على أساس الهوى، فالذي نحاوله من نقل المسلمين من دينهم هو باللعب أشبه منه بالجد... وعندي اعتقاد أننا يجب أن نعمل حتى يصبح المسلمون غير مسلمين. إنّ عملية الهدم أسهل من البناء في كل شيء إلاّ في موضوعنا هذا، لأنّ الهدم للإسلام في نفس المسلم معناه هدم الدين على العموم." | صمويل مارينوس زويمر |

جزء من خطاب له في مؤتمر في القدس عام 1935 موضحاً أهداف التبشير:
| صمويل مارينوس زويمر | "...ولكن مهمة التبشير الذي ندبتكم دول المسيحية للقيام بها في البلاد المحمدية ليست هي إدخال المسلمين في المسيحية فإن في هذا هداية لهم وتكريماً، وإنما مهمتكم أن تخرجوا المسلم من الإسلام، ليصبح مخلوقاً لا صلة له بالله، وبالتالي فلا صلة له بالأخلاق التي تعتمد عليها الأمم في حياتها، وبذلك تكونون أنتم بعملكم هذا طليعة الفتح الاستعماري في الممالك الإسلامية، وهذا ما قمتم به خلال الأعوام المائة السالفة خير قيام، وهذا ما أهنئكم عليه، وتهنئكم عليه دول المسيحية والمسيحيون كل التهنئة. لقد قبضنا أيه الإخوان في هذه الحقبة من الدهر من ثلث القرن التاسع حتى يومنا هذا على جميع برامج التعليم في الممالك الإسلامية. | صمويل مارينوس زويمر |

ويقول أيضاً في المؤتمر التبشيري الذي عقد عام 1911 في لكنو بالهند:
| صمويل مارينوس زويمر | إنّ خمسة وتسعين مليوناً على أقلّ تقدير من أتباع نبي مكّة يتمتّعون اليوم بنعمة الحكم البريطاني وكذلك يؤكّد رأيه الصريح الذي يفصح عنه بقوله: إنّ الأبواب المفتوحة التي تؤدّي فعلاً إلى الإسلام انّما هي المستعمرات التي يعيش فيها المسلمون تحت حكم مسيحي أو حكم وثني أيضاً (في أفريقيا والهند مثلاً) ويقصد بذلك انّ عملهم يجب أن يبدأ بمرحلته الثانية عندما يستعمرون هذه البلاد ولا يتركون للإسلام فرصة حياة في واقع المسلمين. | صمويل مارينوس زويمر |

وعندما أخذ المؤتمرون في مؤتمر «لكنو» بالهند يتدارسون الأحوال السياسية في العالم الإسلامي، خطب زويمر قائلاً:
| صمويل مارينوس زويمر | "إنّ الانقسام السياسي الحاضر في العالم الإسلامي دليل بالغ على عمل يد الله في التاريخ(حاشا لله)، واستثارة للديانة المسيحية (لكي تقوم بعمل) إذ إنّ ذلك يشير إلى كثرة الأبواب التي أصبحت مفتّحة في العالم الإسلامي على مصاريعها. إنّ ثلاثة أرباع العالم الإسلامي يجب أن تعتبر الآن سهلة الاقتحام على الإرساليات التبشيرية. إنّ في الدولة العثمانية اليوم وفي غربي جزيرة العرب وفي إيران والتركستان والأفغان وطرابلس الغرب ومراكش سدوداً في وجه التبشير، ولكن هناك مائة وأربعون مليوناً من المسلمين في الهند وجاوة والصين ومصر وتونس والجزائر يمكن أن يصل إليهم التبشير المسيحي بشيء من السهولة." | صمويل مارينوس زويمر |

وهكذا نجد زويمر يقوم بدوره الميداني ممهّداً ومنظّراً لحركة الاستعمار في الشرق، حتى وصل به الأمر أن ينصح بريطانيا العظمى أن تبدّل سياستها المهادنة في مصر تبديلاً أساسياً، وأن تشعر المصريين بقوة بريطانيا وبنعمها عليهم، وهذا بكلمة أخرى ترسيخ الاستعمار بالقوة والقهر.
ولم يهمل زويمر اُسلوب الإغراء أيضاً فقد كتب في المجلّة الاستشراقية التي يحررها «العالم الإسلامي» مقالاً عنوانه «استخدام الصدقات لاكتساب الصابئين» الذي يبحث فيه كيف أنّ الإسلام على عهد الرسول - صلى الله عليه وسلم - أجاز إعطاء الزكاة للمؤلّفة قلوبهم، أي اولئك الذين دخلوا في الإسلام وكانوا ذوي حاجة وذوي اتجاه مادي.
ويقصد بذلك أنّ استخدام الإحسان المادي من الأساليب المؤثّرة في طريق التبشير المسيحي وتحويل الناس نحو المسيحية.
ويمكننا القول: إن ما وضعه من خطط وبرامج تبشيرية واستعمارية ما يزال العمل بها سارياً حتى اليوم، خصوصاً من خلال مناهج التعليم والتربية والثقافة في أغلب البلاد الإسلامية.

## أعماله
. إلى جانب تحرير  العالم الإسلامي ، وهي دورية علمية فصلية - 37 مجلدا (1911-1947)، وأيضا  المراجعة الفصلية '(لندن)، وكتب الكتب التالية:
- العربية السعودية، مهد الإسلام "(1900) -
- أرض رأسا على عقب  (1902)، مع زوجته، السيدة آمي إ. زويمر -
- رامون لول  (1902) -
- عقيدة المسلمين في الإله (1906)
- العالم المحمدي اليوم  (1906)
- الإسلام: تحديات الإيمان: دراسات في الدين المحمدي والاحتياجات والفرص في العالم المحمدي  (1907)
- أخواتنا المسلمات: صرخة الحاجة من الأراضي المظلمة فسرت من قبل أولئك الذين سمعوا '، (1907)؛ تحرير آني فان سومر

1. العالم المسلم 1908
2. مسيح المسلم 1911
3. الطفولة في العالم الإسلامي 1915
4. محمد أو المسيح؟ 1916
5. وقال الباحث المسلم بعد الله. يظهر الإسلام في أفضل حالاته في حياة وتعليم الغزالي 1920
6. تأثير الروحانية على الإسلام: سرد الخرافات الشعبية 1920
7. قانون الردة في الإسلام 1924
8. المرأة المسلمة 1926، مع زوجته السيدة آمي E. Zwemer
9. مجد الصليب 1928
10. في جميع أنحاء العالم الإسلامي 1929
11. تفكير البعثات مع المسيح 1934
12. فن الاستماع إلى الله 1940
13. فوق الصليب والهلال الأحمر 1941
14. الإسلام في مدغشقر 1941
15. في كل العالم 1943
16. بشارة اليوم: الرسالة ليست طريقة 1944
17. ورثة الأنبياء 1946
18. مجد القبر الخالي 1947
19. مدى ثراء الحصاد 1948
20. أبناء آدم: دراسات العهد القديم من الشخصيات في ظل العهد الجديد 1951.

## الروابط الخارجية
- Zwemer Institute For Muslim Studies
- مؤلفات Samuel Marinus Zwemer في مشروع غوتنبرغ
- أعمال أو نبذة عن صمويل مارينوس زويمر على أرشيف الإنترنت
- مؤلفات Amy E. Zwemer في مشروع غوتنبرغ
- Books and Articles by Samuel Zwemer — at least 10 books & articles by Zwemer are online here.
- Samuel Marinus Zwemer - Missionary extraordinaire to Muslims — biographical article by Andrew Marsay published in Evangelicals Now, August 2002.
- The Legacy of Samuel Zwemer by J. Christy Wilson, Jr., from the International Journal of Frontier Missions, Vol. 13(4), October–December, 1996.
- Raymund Lull: First Missionary to the Muslims by Samuel Zwemer
- Samuel Zwemer Theological Seminary